# 尤蒂卡 (印地安納州)
尤蒂卡（英語：Utica）是一個位於美國印地安納州克拉克縣的城鎮。

## 地理
尤蒂卡的座標為38°20′04″N 85°39′18″W / 38.33444°N 85.65500°W，而該地的平均海拔高度為135米（即443英尺）。

## 人口
根據2010年美國人口普查的數據，尤蒂卡的面積為3.74平方千米，當中陸地面積為3.09平方千米，而水域面積為0.65平方千米。當地共有人口776人，而人口密度為每平方千米207人。